# Hvordan skal jeg blive stærk?
Hvordan skal jeg blive stærk? er en bog skrevet af Karl Norbeck og udgivet i 1904.
Bogen giver en introduktion til brydning og boksning og regnes som den første norske brydninge- og boksebog.

## Indholdsfortegnelse
- I. Kap. Hvordan skal jeg blive stærk?
- II. Kap. Lidt om Brydekamp, om dens Regler og dens Værd.
- III. Kap. Almindelige Brydergreb.
- IV. Kap. Nogle norske Kjæmper fra gamle Dage.
  - Stærke Nils
  - Stærke Bjørn
  - Hans Reienæs
  - Tron Lundamo
  - Mette-Elling
  - Store Hans Herningstad.
- V. Kap. Nogle av Nutidens stærke Mænd.
  - Eugen Sandow
  - Georg Hackenschmidt
  - Georg Lurich
  - Martin Olsen
  - Karl Norbeck.
- VI. Kap. Lidt om Boxekunstens Værd og dens Historie.
- VII. Kap. Regler for Boxing.
  - A. Almindelige Regler.
  - B. Regler for Stilling, Forsvar og Angreb under Boxing.